# Ryan Tucker
Ryan Christopher Tucker (né le 6 décembre 1986 à Burbank, Californie, États-Unis) est un lanceur droitier professionnel de baseball qui évolue dans les Ligues majeures pour les Marlins de la Floride en 2008 et les Rangers du Texas en 2011.

## Carrière
Ryan Tucker est un choix de première ronde des Marlins de la Floride en 2005. Il fait ses débuts dans le baseball majeur avec les Marlins le 8 juin 2008. À son premier match, il est lanceur partant et ne donne que deux coups sûrs aux Reds de Cincinnati en cinq manches lancées en plus de retirer six joueurs adverses sur des prises pour mériter sa première victoire en carrière. Les choses se compliquent par la suite : Tucker lance un total de 37 manches en 13 sorties pour les Marlins, dont sept comme lanceur de relève, et affiche une moyenne de points mérités très élevée de 8,27 avec deux victoires contre trois défaites.
Il poursuit sa carrière en ligues mineures jusqu'en 2010 avec des clubs-école des Marlins. En octobre 2010, les Rangers du Texas le réclament au ballottage. Tucker lance cinq manches en cinq sorties en relève pour les Rangers en 2011. Sa moyenne de points mérités s'élève à 7,20 durant cette brève période et il est libéré par l'équipe le 30 août. Il dispute son dernier match dans les majeures le 9 mai 2011. Il passe la saison 2012, sa dernière dans le baseball professionnel, dans les mineures avec un club affilié aux Dodgers de Los Angeles, mais il ne revient pas au plus haut niveau.
En 18 matchs joués au total, dont 6 comme lanceur partant, Tucker a lancé 42 manches. Sa moyenne de points mérités se chiffre à 8,14 avec 32 retraits sur des prises, deux victoires et trois défaites.
Après sa carrière sportive, Tucker se lance dans la culture du cannabis en Californie,.